# La Embocada
La Embocada är en ort i Mexiko.   Den ligger i kommunen Concordia och delstaten Sinaloa, i den centrala delen av landet, 800 km nordväst om huvudstaden Mexico City. La Embocada ligger 64 meter över havet och antalet invånare är 254.
Terrängen runt La Embocada är platt åt sydväst, men åt nordost är den kuperad. Runt La Embocada är det glesbefolkat, med 14 invånare per kvadratkilometer. Närmaste större samhälle är Villa Unión, 10,0 km sydväst om La Embocada. I omgivningarna runt La Embocada växer huvudsakligen savannskog.